# دانشکده دندانپزشکی تبریز
دانشکده دندانپزشکی دانشگاه علوم پزشکی تبریز یکی از دانشکده‌های دندانپزشکی ایران وابسته به دانشگاه علوم پزشکی تبریز در تبریز است.

## تاریخچه
دانشکده دندانپزشکی تبریز در سال ۱۳۶۵ در محل ساختمان قدیمی دانشکده پزشکی تبریز (دانشکده پیراپزشکی کنونی) بنیانگذاری شد. در سال ۱۳۷۴ که دانشکده جدید دندانپزشکی افتتاح گردید. این دانشکده در سال ۱۳۷۹ برای نخستین بار اقدام به پذیرش دانشجو در مقطع دکترای تخصصی در سه رشته کرد. هم‌اکنون ریاست این دانشکده را عدیله شیرمحمدی برعهده دارد.

## رؤسا پیشین دانشکده
1. دکتر نادر زهتاب فرد
2. دکتر سعید دیباج
3. دکتر داوود لک
4. دکتر جواد یزدانی
5. دکتر بهنام میرزاکوچکی
6. دکتر ناصر اصل امین آباد(بار اول)
7. دکتر فیروز پورعلی بابا
8. دکتر ناصر اصل امین آباد(بار دوم)
9. دکتر عدیله شیرمحمدی
10. دکتر احمد بهروزیان(رئیس کنونی دانشکده)